# Engelbertus Batavus van den Bosch
Engelbertus Batavus van den Bosch (Brussel, 15 september 1789 – Buitenzorg (Ned.-Indië), 11 februari 1851) was een Nederlands viceadmiraal en minister van Koloniën en Marine.

## Loopbaan
Van den Bosch trad in 1803 als cadet in Nederlandse zeedienst. Hij werd in 1804 benoemd tot cadet der derde klasse en datzelfde jaar aangesteld als cadet eerste klasse. Van 1806 tot 1809 diende hij op het flottille op de Wadden en was in 1807 aanwezig bij de inname van een Engelse Brik. Hij werd in 1808 bevorderd tot luitenant-ter-zee tweede klasse en datzelfde jaar bevorderd tot luitenant-ter-zee eerste klasse. In deze rang deed hij op verschillende schepen dienst totdat hij in 1823, als commandant op de brik Pellikaan een tocht naar de Middellandse Zee deed, waar hij tot 1827 verbleef. In 1825 was hij tot kapitein-luitenant ter zee benoemd. Toen Van den Bosch terugkeerde van deze tocht werd hij in 1829 met het fregat de Proserpina naar West-Indië gezonden, waarvan hij in 1830 terugkeerde. In datzelfde jaar werd hij benoemd tot adjudant van Prins Frederik en aangesteld als admiraal van de vloot. In 1833 werd hij benoemd tot kapitein-ter-zee en in 1844 bevorderd tot schout-bij-nacht. Van 1840-1841 was hij belast met de directie der Marine bij het Ministerie van Koloniën en Marine.
Van den Bosch werd in 1844 van zijn functie als adjudant van Prins Frederik ontslagen en in 1845 verkreeg hij het commando over de zeemacht in Oost-Indië. In deze hoedanigheid nam hij deel aan de expeditie naar Bali in 1846. Hij kwam in 1848 terug naar Nederland en werd eerst benoemd tot tijdelijk Minister van Marine, daarna ook tot Minister van Koloniën aangesteld in het Kabinet-De Kempenaer-Donker Curtius. Het jaar daarop werd hij eervol uit die betrekking ontslagen, benoemd tot viceadmiraal en verkreeg andermaal het commando over de zeemacht in Oost-Indië. Hij kwam hier in mei 1850 aan maar overleed al op 11 februari 1851, na een hevig lijden. Van den Bosch had, na een eerdere fysieke instorting, nog een inspectiereis gemaakt naar Soerabaja, toen hij opnieuw instortte.  De 13e februari werd zijn lichaam op zijn verzoek te Buitenzorg begraven en werd er een gedenkteken opgericht. Zijn begrafenis werd bijgewoond door Minister van Staat gouverneur-generaal van Nederlands-Indië Rochussen en de waarnemend vicepresident van de Raad van Nederlands-Indië C.S.W. graaf van Hogendorp, vergezeld van de plaatselijke autoriteiten van Buitenzorg. De slippen van het rouwkleed werden gedragen door generaal der infanterie Van Saksen-Weimar, commandant van het Indische leger.

## Decoraties
Van den Bosch werd bij Koninklijk Besluit van 6 december 1846 nummer 5 benoemd tot Commandeur in de Militaire Willems-Orde voor zijn verrichtingen tijdens de expeditie naar Bali in 1846; al eerder was hij benoemd tot Commandeur in de Orde van de Nederlandse Leeuw, was hij Ridder in de Johanniter-Orde van Pruisen, Ridder in de Guelpen-Orde van Hannover, Ridder van de Orde van Sint-Anna tweede klasse van Rusland en Commandeur van het Legioen van Eer. Daarnaast was Van den Bosch adjudant van de Koning in buitengewone dienst en was hij sinds 1828 lid van het Provinciaal Utrechts Genootschap van Kunsten en Wetenschappen.